# Evangelische Kirche (Ossenheim)

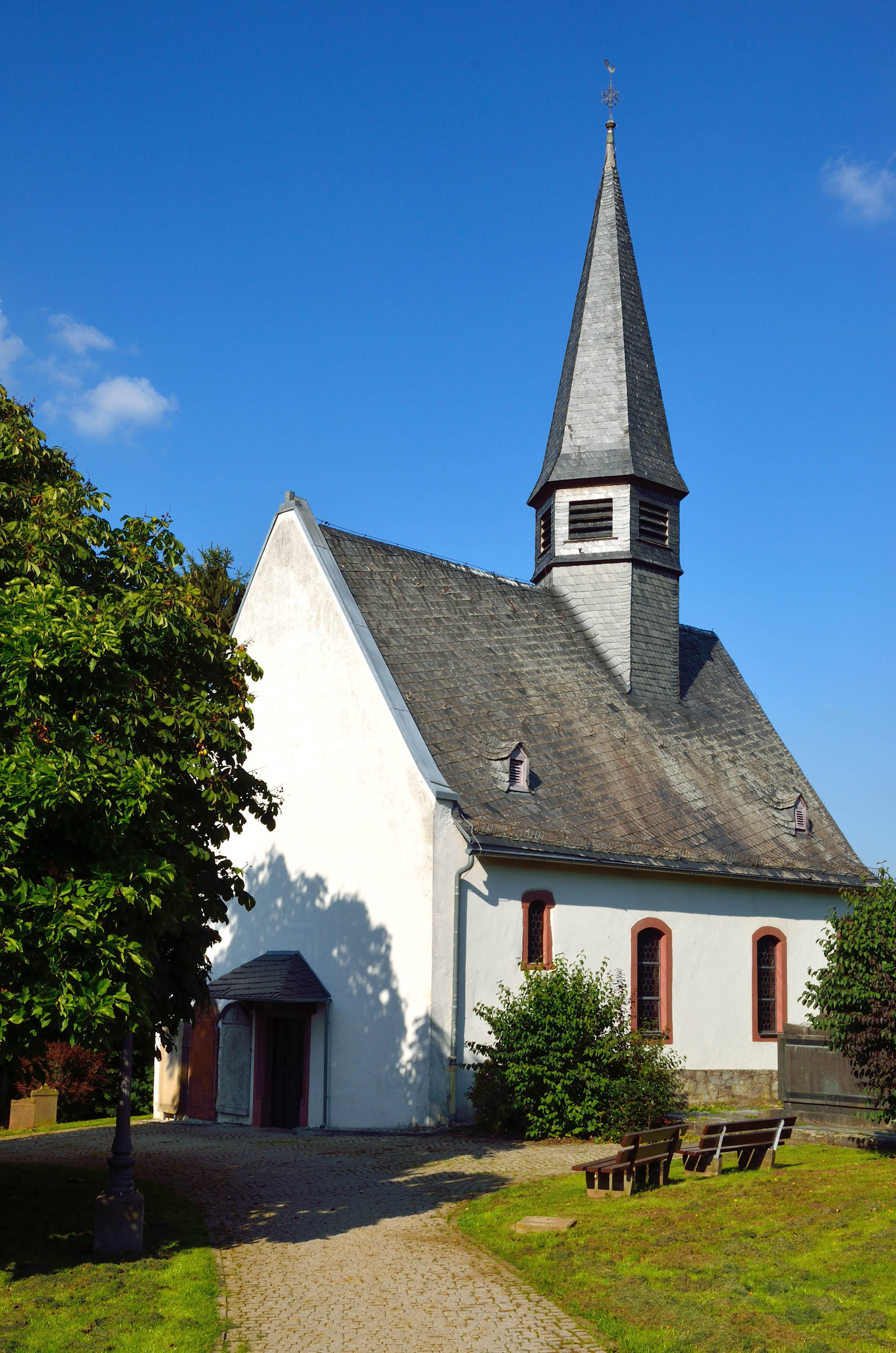
Evangelische Kirche in Ossenheim

Die Evangelische Kirche Ossenheim ist ein denkmalgeschütztes Kirchengebäude in Ossenheim, einem Stadtteil der Gemeinde Friedberg im Wetteraukreis in Hessen. Die Kirche gehört zur Kirchengemeinde Friedbach-Fauerbach im Dekanat Wetterau der Propstei Oberhessen der Evangelischen Kirche in Hessen und Nassau.

## Beschreibung
Auf Grund eines dendrochronologischen Gutachtens gilt als Baujahr des Chors der heutigen Saalkirche das Jahr 1343. Bei einem Umbau im Jahr 1608 wurde der Chorbogen entfernt und das Kirchenschiff nach Westen verlängert. Aus seinem Satteldach erhebt sich ein sechseckiger, mit einem spitzen Helm bedeckter Dachreiter, der hinter den Klangarkaden den Glockenstuhl beherbergt.
Der Innenraum ist mit einer Flachdecke überspannt, die längs von einem Unterzug getragen wird. Die Empore im Westen, auf der die Orgel steht, wurde 1615 errichtet, die übrigen Emporen, deren Brüstungen bemalt sind, zwischen 1685 und 1744. Das Sakramentshaus und das Taufbecken stammen aus dem um 1200 entstandenen Vorgängerbau. Die heutige Orgel mit sieben Registern, einem Manual und einem Pedal wurde 1971 von E. F. Walcker & Cie. gebaut.